# Neohipparchus
Neohipparchus is een geslacht van vlinders van de familie spanners (Geometridae), uit de onderfamilie Geometrinae.

## Soorten
- N. glaucochrista Prout, 1916
- N. hypoleuca Hampson, 1903
- N. maculata Warren, 1897
- N. vallata Butler, 1878
- N. variegata Butler, 1889
- N. verjucodumnaria Oberthür, 1916
- N. vervactoraria Oberthür, 1916
- N. xeromeris Prout, 1932